# قلمرو باندو
قلمرو باندو (به لاتین: Bondo Territory) یک منطقهٔ مسکونی در جمهوری دموکراتیک کنگو است که در Bas-Uele واقع شده‌است.